# Lodovico da Barbiano
Lodovico da Barbiano, noto anche come Ludovico da Zagonara (Barbiano, ... – Lugo, 1423), è stato un condottiero e capitano di ventura italiano.
Fu conte di Cunio e signore di Conselice, Lugo, Massa Lombarda, Monteaguzzo, Roncadello e Zagonara.

## Biografia

### Prime battaglie
Come per lo zio e per il fratello, anche di Lodovico si sa poco o nulla dell'infanzia. Le sue prime notizie si hanno intorno al 1373 quando cedette ai bolognesi il feudo di Zagonara, ottenendo in cambio Monteaguzzo e Roncadello.
Tra il 1394 e il 1395 si unisce con Obizzo e Pietro da Polenta ed Azzo d'Este per combattere gli estensi, venendo respinto da Francesco Bellai sulla riva del Po di Primaro, da dove aveva intenzione di passare nel ferrarese.
Nel giugno del 1402 partecipò alla battaglia di Casalecchio al comando della seconda schiera con Francesco Gonzaga e 2000 cavalieri, mentre in settembre, sempre dello stesso anno, è a Milano dove porta il feretro di Gian Galeazzo Visconti assieme ad altri condottieri.
Nel 1405 fu investito del feudo di Zagonara dal cardinale legato di Bologna, Baldassarre Cossa, futuro antipapa.

### Ribellione verso la propria famiglia e adesione all'antipapa
Dal 1408 iniziò la sua ribellione verso la propria famiglia, cominciata col togliere al fratello Manfredo Lugo, Conselice (venduta poi agli estensi) e Sant'Agata Bolognese.
Nel maggio del 1409 assalì Barbiano, e un anno dopo la rase al suolo e ne sterminò gli abitanti su ordine dell'antipapa; nello stesso anno occupò Cotignola e Solarolo. Alla fine della guerra, nel 1411, ottenne il possesso di Lugo, Massa Lombarda e Conselice ed il titolo di conte.

### Ultimi anni e morte
Nel 1413 si schierò con i Malatesta ai danni dell'antipapa, devastando il bolognese fino a San Lazzaro di Savena; carico di bottino, ritornando in Romagna, superò nei pressi di Budrio e Medicina la resistenza di 2000 contadini che volevano chiudergli il passaggio.
Gli ultimi anni della vita li trascorse al soldo del duca Filippo Maria Visconti.
Morì nel primo semestre del 1423 a Lugo, dopo aver lasciato il castello in eredità al figlio minore, escludendo il primogenito Alberico II.

## Ascendenza
|                                          |                                             |                                                | Genitori                                   |  |  | Nonni |  |  | Bisnonni                             |  |  | Trisnonni                          |  |
|                                          |                                             |                                                |                                            |  |  |       |  |  | Alberico da Barbiano, conte di Cunio |  |  | Pietro da Barbiano, conte di Cunio |  |
|                                          |                                             |                                                |                                            |  |  |       |  |  | Alberico da Barbiano, conte di Cunio |  |  | Pietro da Barbiano, conte di Cunio |  |
|                                          |                                             | …                                              |                                            |  |  |       |  |  | Alberico da Barbiano, conte di Cunio |  |  |                                    |  |
| Alidosio da Barbiano, conte di Cunio     |                                             |                                                |                                            |  |  |       |  |  | Alberico da Barbiano, conte di Cunio |  |  |                                    |  |
|                                          |                                             | Giovanna Frangipani                            | …                                          |  |  |       |  |  |                                      |  |  |                                    |  |
|                                          |                                             | Giovanna Frangipani                            | …                                          |  |  |       |  |  |                                      |  |  |                                    |  |
|                                          |                                             | Giovanna Frangipani                            | …                                          |  |  |       |  |  |                                      |  |  |                                    |  |
| Alberico da Barbiano, conte di Cunio     |                                             | Giovanna Frangipani                            |                                            |  |  |       |  |  |                                      |  |  |                                    |  |
|                                          |                                             | …                                              | …                                          |  |  |       |  |  |                                      |  |  |                                    |  |
|                                          |                                             | …                                              | …                                          |  |  |       |  |  |                                      |  |  |                                    |  |
|                                          |                                             | …                                              | …                                          |  |  |       |  |  |                                      |  |  |                                    |  |
| …                                        |                                             | …                                              |                                            |  |  |       |  |  |                                      |  |  |                                    |  |
|                                          |                                             | …                                              | …                                          |  |  |       |  |  |                                      |  |  |                                    |  |
|                                          |                                             | …                                              | …                                          |  |  |       |  |  |                                      |  |  |                                    |  |
|                                          |                                             | …                                              | …                                          |  |  |       |  |  |                                      |  |  |                                    |  |
| Lodovico da Barbiano, conte di Cunio     |                                             | …                                              |                                            |  |  |       |  |  |                                      |  |  |                                    |  |
|                                          | Bernardino I da Polenta, signore di Ravenna | Ostasio I da Polenta, signore di Ravenna       |                                            |  |  |       |  |  |                                      |  |  |                                    |  |
|                                          | Bernardino I da Polenta, signore di Ravenna | Ostasio I da Polenta, signore di Ravenna       |                                            |  |  |       |  |  |                                      |  |  |                                    |  |
|                                          | Bernardino I da Polenta, signore di Ravenna | Lieta Argogliosi                               |                                            |  |  |       |  |  |                                      |  |  |                                    |  |
| Guido III da Polenta, signore di Ravenna | Bernardino I da Polenta, signore di Ravenna |                                                |                                            |  |  |       |  |  |                                      |  |  |                                    |  |
|                                          |                                             | Maddalena Balbi                                | …                                          |  |  |       |  |  |                                      |  |  |                                    |  |
|                                          |                                             | Maddalena Balbi                                | …                                          |  |  |       |  |  |                                      |  |  |                                    |  |
|                                          |                                             | Maddalena Balbi                                | …                                          |  |  |       |  |  |                                      |  |  |                                    |  |
| Beatrice da Polenta                      |                                             | Maddalena Balbi                                |                                            |  |  |       |  |  |                                      |  |  |                                    |  |
|                                          |                                             | Obizzo III d'Este, signore di Ferrara e Modena | Aldobrandino II d'Este, signore di Ferrara |  |  |       |  |  |                                      |  |  |                                    |  |
|                                          |                                             | Obizzo III d'Este, signore di Ferrara e Modena | Aldobrandino II d'Este, signore di Ferrara |  |  |       |  |  |                                      |  |  |                                    |  |
|                                          |                                             | Obizzo III d'Este, signore di Ferrara e Modena | Alda Rangoni                               |  |  |       |  |  |                                      |  |  |                                    |  |
| Elisa d'Este                             |                                             | Obizzo III d'Este, signore di Ferrara e Modena |                                            |  |  |       |  |  |                                      |  |  |                                    |  |
|                                          |                                             | Lippa Ariosti                                  | Iacopo Ariosti                             |  |  |       |  |  |                                      |  |  |                                    |  |
|                                          |                                             | Lippa Ariosti                                  | Iacopo Ariosti                             |  |  |       |  |  |                                      |  |  |                                    |  |
|                                          |                                             | Lippa Ariosti                                  | …                                          |  |  |       |  |  |                                      |  |  |                                    |  |
|                                          |                                             | Lippa Ariosti                                  |                                            |  |  |       |  |  |                                      |  |  |                                    |  |